# Neustädter Schule (Hannover)
Die Neustädter Schule vor Hannover, auch Neustädter Knabenschule genannt, war eine im 17. Jahrhundert in der Calenberger Neustadt eingerichtete Lateinschule für Jungen.

## Geschichte
Der Unterricht fand in der im späten Mittelalter nach der Zerstörung der Burg Lauenrode im Jahr 1382 errichteten Marienkapelle statt, nachdem diese durch den Bau der Neustädter Hof- und Stadtkirche St. Johannis ihren Zweck eingebüßt hatte. Der ehemalige Sakralbau diente stattdessen ab 1680 zur Unterrichtung der Knaben der Neustadt sowie als Lehrerwohnung. Auf dem ehemaligen Kirchhof des Gebäudes war zudem das Haus des Neustädter Hofpredigers nebst dessen Garten angelegt. Im Inneren des vormaligen Kirchenbaus fand sich noch im 19. Jahrhundert im Unterrichts-Saal der Schule das Epitaph des Jobst von Alten.
Zu einem der bemerkenswertesten Schöpfungen des hannoverschen Malers Burchard Giesewell zählt das zur Zeit des Königreichs Hannover im Jahr 1830 geschaffene Ölgemälde Die Neustädter Schule in Hannover, das im Besitz der Städtischen Galerie im Niedersächsischen Landesmuseums Hannover stand und später zum Historischen Museum Hannover wechselte.
Die Schulstraße in der Calenberger Neustadt war „nach der dort belegenen neustädter Schule benannt“ worden.
1856 wurde die ehemalige Marienkapelle abgebrochen, da sie auch ihrem Zweck als Schulhaus nicht mehr gerecht werden konnte.

## Persönlichkeiten

### Rektoren
- vor 1795: Konrektor Johann Christoph Fröbing[7]
- 1834–1852: Johann Christian Jahns als Konrektor neben seinem Schwiegervater Rektor Ernst Justus Ludwig Fromme[8]

### Lehrer
- zwischen 1819 und 1853: Zeichenlehrer Burchard Giesewell, der parallel dazu auch an der Königlichen Hofschule tätig war[2]
- 1851–1853: Zeichenlehrer und Porträtmaler Adolf Nieß[9]

## Schüler
- Johann Friedrich Lahmeyer[10]
- Ernst August Pardey[11]